# Escuelas Municipales de Foyos
Las Escuelas Municipales de Foyos se encuentran situadas en la plaza d'Espanya sin número de Foyos (Valencia), España. Se trata de una edificación para uso escolar construida en el año 1917. Está inscrito como Bien de Relevancia Local (BRL) en la sección 2.ª del Inventario General del Patrimonio Cultural valenciano con el código 46.13.126-004.

## Edificio
Es un proyecto del arquitecto leonés afincado en Valencia, Ramón Lucini Callejo, realizadas por el maestro de obras Francisco Ruiz Ferrando. Su estilo se enmarca dentro del modernismo valenciano. Se levantaron en una terreno donado por la baronesa de Alcahalí. Su construcción finalizara en 1917.
Constan de una única planta, la planta baja, ocupando cuatro calles, que tienen nombres relacionados con la familia nobiliaria que donó los terrenos. Guardan similitudes con el lenguaje que el arquitecto utilizó en otros edificios que edificó en Valencia, como el Balneario de la Alameda o el Edificio de Tabacalera de Valencia. 
Poseen una decoración austera y funcional, propia del uso para la que fueron construidas. Destaca la elaboración en piedra de las fachadas y la ornamentación con baldosas cerámicas de color azul. Poseen amplios ventanales que aportan luminosidad al interior. Están rematadas por el escudo de Foyos que recuerda su titularidad municipal y las siglas EM de escuelas municipales. 
Actualmente son propiedad del ayuntamiento de Foyos y albergan la Casa de la Cultura de la localidad.